# Муюн-Кум (пустеля, Жамбильська область)
Муюн-Кум, або Муюнку́м, Мойинкум (каз. Мойынқұм, трансліт. Moyınqum) — піщана пустеля в Центральній Азії на півдні Казахстану, на території Жамбильської та Південно-Казахстанської областей. Розташована між хребтами Каратау та Киргизьким на заході та півдні та долиною річки Чу на півночі та сході. Протяжність з південного сходу на північний захід — 500 км. Площа 37 500 км². Висота від 300 м на півночі до 700 м на південному сході над рівнем моря. Утворена за рахунок перевіяних морських відкладень та алювієм дельти річки Чу.